# 维莫德罗内
维莫德罗内（義大利語：Vimodrone），是意大利米兰省的一个市镇。总面积4平方公里，人口16239人，人口密度4059.8人/平方公里（2009年）。国家统计（ISTAT）代码为015242。

## 友好城市
- 義大利贝拉 2012年